# 溝鰺
溝鰺（学名：Atropus atropus），俗名為銅鏡、女儿鲳、黑鳍鲳、腹沟鲹，為輻鰭魚綱鱸形目鱸亞目鰺科的其中一個種。

## 分布
本魚分布於印度西太平洋區，包括波斯灣、馬爾地夫、斯里蘭卡、印度、安達曼海、日本、中國沿海、台灣、菲律賓、越南、泰國、馬來西亞、印尼、澳洲、新幾內亞海岸等海域。

## 深度
水深5至35公尺。

## 特徵

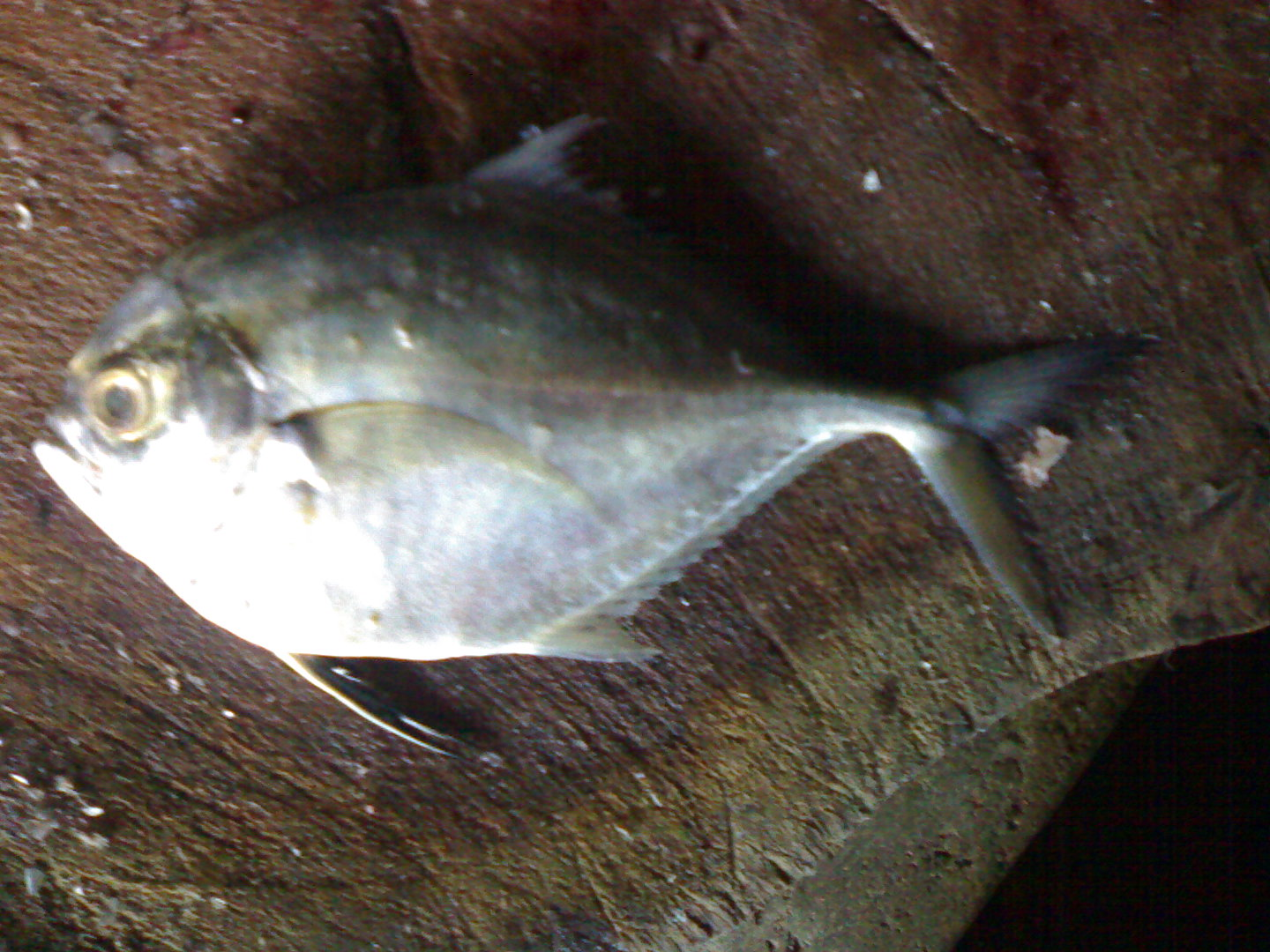
在印度市場的溝鰺

本魚腹面中央現有一縱溝可收藏腹鰭、臀鰭、肛門孔。鱗片小，附著牢固，但退鮮時易脫落。第一背鰭有硬棘7至8枚，硬棘間有鰭膜，其色透明。第二背鰭及臀鰭前6軟條只稍有延長，最長的軟條只有最短軟條的1倍左右。第二背鰭有軟條21至22枚；臀鰭有硬棘1枚、軟條17至18枚。側線稜鱗數目在30至35枚左右。體長可達35公分。

## 生態
本魚屬於中層洄游性魚類，約在二月時產卵，產卵前肉多脂肪而美味，卵巢飽滿後，體脂肪漸薄。常成群在海底沙堆上，用腹部左右搖擺來翻動沙堆，藏匿其中的小生物受驚嚇而逃出時，則立即追上捕食。為避免柔軟的腹鰭、臀鰭受傷，故藏在腹溝中。

## 經濟利用
食用魚，用薑絲與少許醬油紅燒，相當美味。